# Куверманс, Вим
Вилхелмус «Вим» Якобус Куверманс (нидерл. Wilhelmus Jacobus ("Wim") Koevermans; род. 28 июня 1960, Влардинген, Южная Голландия) — нидерландский футболист и футбольный тренер. Сыграл один матч за сборную Нидерландов. Он был игроком голландской сборной, которая выиграла титул чемпиона Европы в 1988 году в ФРГ, хотя тренер Ринус Михелс так и не выпустил его на поле.
Куверманс играл за «Фортуна Влардинген», «Фортуна Ситтард» и «Гронинген». Он закончил свою профессиональную карьеру в 1990 году. После этого он стал футбольным тренером и работал в таких клубах, как НЕК, «Розендал» и «МВВ Мастрихт». Он был главным директором международной деятельности Футбольной ассоциации Ирландии, пока не был назначен тренером сборной Индии. Он вступил в должность главного тренера команды 1 июля 2012 года. Он покинул пост в октябре 2014 года после поражения от Палестины.

## Статистика

### Матчи Куверманса за сборную Нидерландов
| Матчи Куверманса за сборную Нидерландов | Матчи Куверманса за сборную Нидерландов | Матчи Куверманса за сборную Нидерландов | Матчи Куверманса за сборную Нидерландов | Матчи Куверманса за сборную Нидерландов | Матчи Куверманса за сборную Нидерландов |
| --------------------------------------- | --------------------------------------- | --------------------------------------- | --------------------------------------- | --------------------------------------- | --------------------------------------- |
| №                                       | Дата                                    | Соперник                                | Счёт                                    | Голы Куверманса                         | Соревнование                            |
| 1                                       | 24 мая 1988                             | Болгария                                | 1:2                                     | —                                       | Товарищеский матч                       |

Итого: 1 матч / 0 голов; 0 побед, 0 ничьих, 1 поражение.